# Уразов, Нургожа Нарымбаевич
Нургожа Нарымбаевич Уразов (каз. Нұрғожа Нарымбайұлы Оразов; 20 октября 1932, Урицкий район Костанайской области, Казахская ССР, СССР — 20 февраля 2016, Астана, Казахстан) — советский и казахский поэт, прозаик, переводчик, публицист, журналист, литературный критик, педагог.
Заслуженный деятель Казахстана (2006), заслуженный работник культуры Казахстана (1998).

## Биография
Родился в 1932 году в селе Маяк Урицкого района Кустанайской области.
В 1950 году окончил Атырауское педагогическое училище, в 1956 году окончил филологический факультет Казахского государственного университета.
С 1951 по 1958 годы — преподаватель Мунайлинской семилетней школы, преподаватель казахского языка и литературы Жанажольской средней школы Пресногорьковского (ныне Узункольского) района Кустанайской области.
С 1958 по 1963 годы — собственный корреспондент областной газеты «Коммунизм жолы».
С 1963 по 1965 годы — работа в редакции краевой газеты «Тын өлкесі».
С 1965 по 1991 годы — руководитель регионального отделения Союза писателей Казахстана.
В последние годы работал главным редактором литературно-художественного, общественно-политического журнала «Сарыарка».
С 1966 года — член правления Союза писателей Казахстана.
Скончался 20 февраля 2016 года.

## Творчество
Первые произведения начали публиковаться на страницах республиканских газет с 1952 г. Первый цикл стихов «Жасжурек» («Молодое сердце») вошел в сборник стихов молодых поэтов (1956). Произведения переведены на русский, украинский, киргизский языки.
В 1964 году вышел сборник стихов поэта «Первая книга», затем изданы сборники «Тобольская волна», «Кто угадает?» (1967), «Радуга» (1970), «Настроение» (1975), «Парень с целины» (1977), «Орлиное гнездо» (1978).
В 1968 году выпущена повесть Н. Уразова «Письма друга» и др.
Автор более 40 книг. Широкому кругу читателей известны повести «Достар хаты», «Жауқазын шақ», пьесы «То, что остается с нами», поэтические сборники «Көніл көктемі».

## Награды и звания
- 1998 — Указом Президента Республики Казахстан от 9 декабря 1998 года награждён почётным званием «Заслуженный работник культуры Республики Казахстан» — за заслуги в культуре и искусстве.
- 2004 — Почётный нагрудный знак Министерства культуры и информации Республики Казахстана «Деятель культуры Казахстана» (каз. Қазақстанның Мәдениет қайраткері).
- 2006 — Указом Президента Республики Казахстан от 7 декабря 2006 года награждён почётным званием «Заслуженный деятель Республики Казахстан» (каз. Қазақстанның еңбек сіңірген қайраткері) — за большой вклад в отечественную литературу и искусство.[7]
- Премия Союза журналистов Казахстана им. М. Сералина.
- Правительственные медали, в том числе:
  - Медаль «В ознаменование 100-летия со дня рождения Владимира Ильича Ленина» (1970)
  - Медаль «За освоение целинных земель» (1984)
  - Медаль «Ветеран труда» (дважды, 1987)
  - Медаль «Астана» (1998)
  - Медаль «10 лет независимости Республики Казахстан» (2001)
  - Медаль «50 лет Целине» (2004)
  - Медаль «10 лет Конституции Республики Казахстан» (2005)
  - Медаль «10 лет Астане» (2008)
  - Медаль «20 лет независимости Республики Казахстан» (2011)
  - Медаль «20 лет Конституции Республики Казахстан» (2005)